# Дубнинская улица
Дубни́нская (Ду́бнинская) улица (название утверждено 3 декабря 1966 года) — улица в Северном административном округе города Москвы, в Бескудниковском районе, районе Восточное Дегунино и Дмитровском районе.

## Происхождение названия
Названа в 1966 году по имени города Дубна, который возник в 1956 году близ впадения реки Дубна в Волгу в связи с организацией там Объединённого института ядерных исследований. Улица названа в память о том, что в 1941 году на этом направлении у Дубны было остановлено немецкое наступление на Москву, а также в связи с её расположением на севере Москвы, в непосредственной близости от Дмитровского шоссе — трассы, по которой можно доехать до самого города Дубна.
В названии улицы ударение вариативное и может ставиться как на первый, так и на второй слог (Ду́бнинская или Дубни́нская). Оба варианта закреплены в академических словарях.

## Описание
Начало Дубнинской улицы находится в Бескудниковском районе. Улица ответвляется от Дмитровского шоссе, далее пересекает улицу Лётчика Осканова, Дегунинский проезд, улицу Зарянова, Бескудниковский проезд, улицу 800-летия Москвы, Вербилковский проезд, Керамический проезд и заканчивается, вливаясь обратно в Дмитровское шоссе. Конец Дубнинской улицы располагается в Дмитровском районе.
До 2009 года улица заканчивалась тупиком в районе Восточное Дегунино, недалеко от платформы Лианозово. Затем улица была продлена до Дмитровского шоссе в районе пересечения им путей Савёловской железной дороги. 4 июля 2012 года был открыт железнодорожный переезд в конце улицы, закрытый около 10 лет, и стало возможно выехать с Дубнинской улицы на Дмитровское шоссе.
Улица образовалась в связи с застройкой типовыми пятиэтажными панельными домами серии К-7 микрорайонов между Бескудниковским бульваром и нынешней Дубнинской улицей. В последующие годы осуществлялась постепенная застройка прилегающих к улице территорий домами новых серий, в конце 1990-х — середине 2000-х годов первые дома старых серий были постепенно заменены на современные, в рамках городской программы по сносу пятиэтажек. 
Более 30 лет в районе первого десятка домов улица не имела ни проезжей части, ни пешеходной зоны, несмотря на наличие у этих домов нумерации как по чётной, так и нечётной стороне. Лишь в 2000-е годы, когда производился снос устаревших пятиэтажек, был постепенно достроен недостающий километр проезжей части, а 2008 году организовано соединение улицы с Дмитровским шоссе и запущено сквозное движение. Впервые стал возможным выезд с Дубнинской улицы непосредственно на Дмитровское шоссе.

## Общественные здания
Чётная сторона
- 12А — МГТС АТС участок. Телефонная станция  №480
- 14А — Стоматология №12
- 16 корпус 1 — Библиотека №37. Взрослая и детская
- 30 корпус 1 — Почта №127591. Аптека
- 30 корпус 2 строение 2 — специализированная баскетбольная школа № 71. Детско-юношеская олимпийского резерва № 71 «Тимирязевская»
- 34А — Школа №222 Корпус №5
- 36А — Школа №222 Корпус №2
- 36 корпус 2 — Коммунальная служба ГБУ Жилищник района Восточное Дегунино
- 38 корпус 1 — Культурный центр Искра
- 40 — Поликлиника №188. Детская и взрослая
- 46 корпус 2 — Школа №1678 Корпус 2 Сайт

Нечётная сторона
- 21 — Школа №1383. Мемориал героям ВОВ
- 23 — Школа №1383 корпус 2
- 33А — Школа №183 корпус 2
- 37 — корпус 2 строение 1 Коммунальная служба «Жилищник Бескудниковского района»
- 41 — Школа №183 Корпус 1
- 73 корпус 2 — Аптека. Магазин
- 73 корпус 4 — Коммунальная служба ОДС № 8. Расположена с обратной стороны дома за подъездом 2
- 73Б — Школа №1678 Корпус 3 Сайт
- 73А — Культурный центр Гармония

## Транспорт

### Московская железная дорога
- Платформа Лианозово Савёловского направления МЦД-1 (в конце улицы)

### Автобусы
- № м54 — Станция Лосиноостровская —  Верхние Лихоборы
- № 114 —  Войковская —  Лианозово
- № 149 — Коровино —  Дегунино
- № 167 —  Лианозово —  Верхние Лихоборы
- № 170 —  Бескудниково —  Верхние Лихоборы
- № 466 —  Бескудниково —  Савёловская
- № 677 —  Лианозово —  Петровско-Разумовская
- № 477 —  Лианозово —  Окружная
- № 499 —  Лианозово — Бусиново